# Nagroda im. Marcina Króla
Nagroda im. Marcina Króla – nagroda literacka dla najlepszej książki z zakresu historii idei, filozofii, myśli społecznej i politycznej, kultury i cywilizacji, która wprowadza nowe koncepcje lub sposoby myślenia, przyznawana przez Fundację im. Stefana Batorego. Patronem nagrody jest polski filozof polityki i historyk idei Marcin Król, przewodniczący rady Fundacji im. Stefana Batorego w latach 2009–2020.

## Laureaci
- 2025 – Michał Brzeziński, Paweł Bukowski, Jakub Sawulski, Nierówności po polsku. Dlaczego trzeba się nimi zająć, jeśli chcemy dobrej przyszłości nad Wisłą, wyd. Krytyka Polityczna[2]
- 2024 – Jan Tokarski, W cieniu katastrofy. «Encounter», Kongres Wolności Kultury i pamięć XX wieku, wyd. Znak[3]
- 2023 – Konstanty Gebert, Ostateczne rozwiązania. Ludobójcy i ich dzieło, wyd. Agora[4]
- 2022 – Rafał Matyja, Miejski grunt. 250 lat polskiej gry z nowoczesnością, wyd. Karakter[5]

## Finaliści
2025
- Michał Bilewicz, Traumaland. Polacy w cieniu przeszłości, wyd. Mando
- Michał Brzeziński, Paweł Bukowski, Jakub Sawulski, Nierówności po polsku. Dlaczego trzeba się nimi zająć, jeśli chcemy dobrej przyszłości nad Wisłą, wyd. Krytyka Polityczna
- Karolina Ćwiek-Rogalska, Ziemie. Historie odzyskiwania i utraty, wyd. RN
- Eliza Kącka, Wczoraj byłaś zła na zielono, wyd. Karakter
- Tomasz Szerszeń, Być gościem w katastrofie, Wydawnictwo Czarne

2024
- Jan Tokarski, W cieniu katastrofy. «Encounter», Kongres Wolności Kultury i pamięć XX wieku, wyd. Znak
- Maciej Kisilowski, Anna Wojciuk (red., praca zbiorowa), Umówmy się na Polskę, wyd. Znak
- Renata Lis, Moja ukochana i ja, Wydawnictwo Literackie
- Jacek K. Sokołowski, Transnaród. Polacy w poszukiwaniu politycznej formy, wyd. Ośrodek Myśli Politycznej
- Magda Szcześniak, Poruszeni. Awans i emocje w socjalistycznej Polsce, wyd. Krytyka Polityczna

2023
- Konstanty Gebert, Ostateczne rozwiązania. Ludobójcy i ich dzieło, wyd. Agora
- Joanna Erbel, Wychylone w przyszłość. Jak zmienić świat na lepsze, wyd. Wysoki Zamek
- Leszek Koczanowicz, Niedokończone polityki. Demokracja, populizm, autokracja, wyd. Pasaże
- Marcin Napiórkowski, Naprawić przyszłość. Dlaczego potrzebujemy lepszych opowieści, żeby uratować świat, Wydawnictwo Literackie
- Grzegorz Piątek, Gdynia obiecana. Miasto, modernizm, modernizacja 1920-1939, wyd. W.A.B.

2022
- Rafał Matyja, Miejski grunt. 250 lat polskiej gry z nowoczesnością, wyd. Karakter
- Marek Cichocki, Początek końca historii. Tradycje polityczne w XIX wieku, Państwowy Instytut Wydawniczy
- Jan Tokarski, Czy liberalizm umarł?, wyd. Znak
- Kacper Pobłocki, Chamstwo, Wydawnictwo Czarne
- Piotr Witwicki, Znikająca Polska, wyd. Zysk i S-ka